# Sexo telefónico

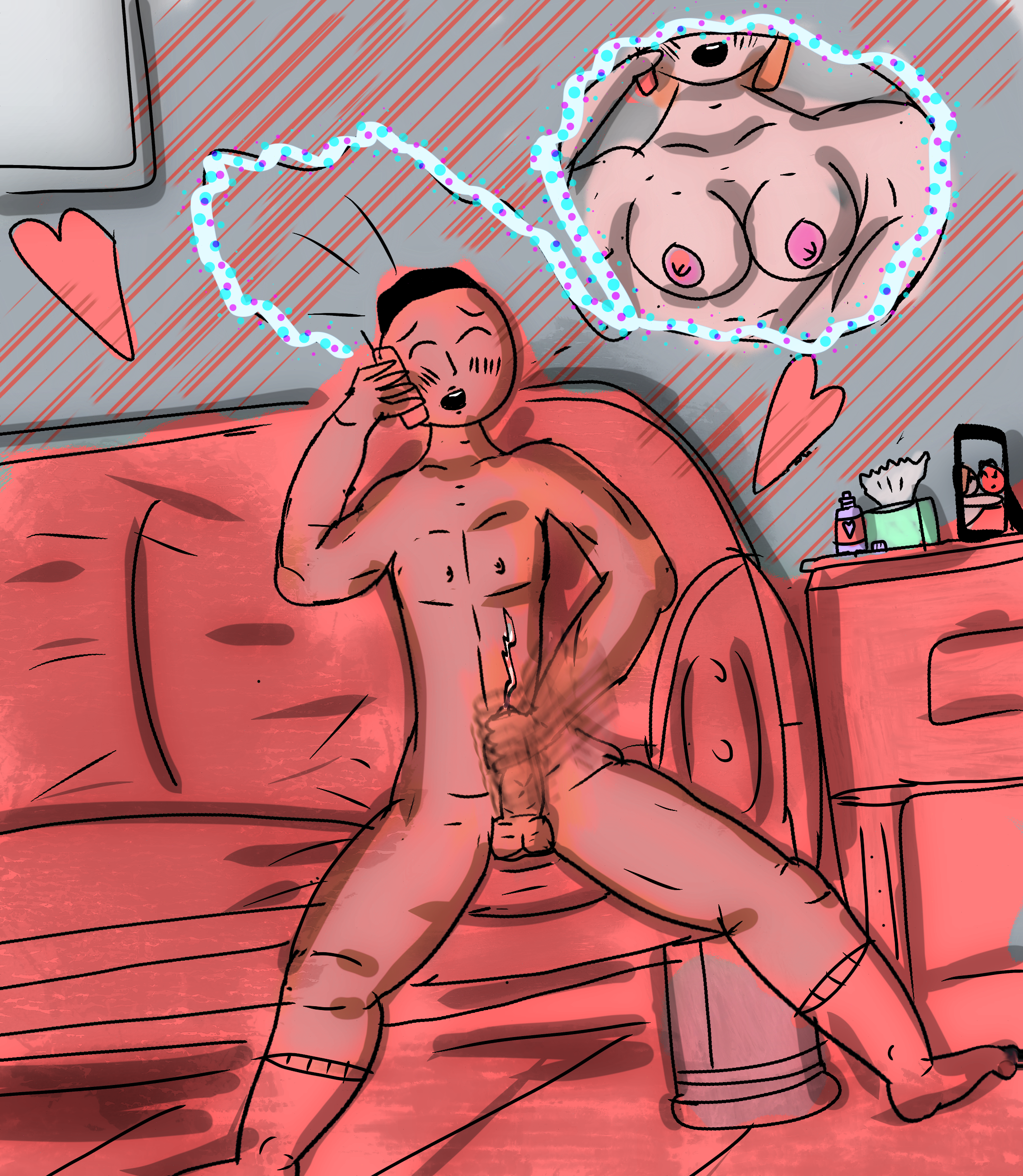
Ilustración

El sexo telefónico es un tipo de sexo virtual consistente en conversaciones eróticas entre dos o más personas a través del teléfono. Aunque no es requisito indispensable, a menudo los interlocutores, o alguno de ellos, acompaña el acto con la masturbación. Los límites a esta práctica solo los ponen quienes la practican, pudiendo formar parte de la experiencia órdenes sexuales, narraciones eróticas, confesiones y anécdotas de índole sexual, descripción de fetiches sexuales, discusión de temas sensuales o personales, o reduciéndose simplemente a jadeos, gemidos, orgasmos u otros ruidos sexuales mientras uno o los dos participantes se masturban.[cita requerida]
En función de sus participantes, el sexo telefónico se puede clasificar básicamente en dos ramas: como servicio de pago o como relación esporádica o de pareja. En el primer caso, uno de los participantes llama a un servicio de teléfono erótico como cliente, donde es atendido por uno o varios trabajadores. En el segundo caso, las personas participantes aceptan voluntariamente la relación por teléfono. Esta relación puede ser mantenida por una pareja o bien por desconocidos que hayan intercambiado los números de teléfono a través de algún otro medio, como Internet o mensajes SMS.[cita requerida]
Con la llegada de la telefonía móvil, nuevas variaciones de sexo telefónico han surgido. Una de ellas es el intercambio de mensajes de texto o multimedia, sin necesidad de mantener una llamada telefónica. La aparición de los teléfonos inteligentes trajo consigo la creación de aplicaciones móviles destinadas para este fin, más conocido como «sexteo», así como también la posibilidad de realizar videollamadas con estos propósitos.[cita requerida]

## Sexo telefónico como negocio
Coloquialmente conocidas como líneas eróticas o teléfonos eróticos, suelen ser servicios ofrecidos por empresas de la industria del sexo que cobran a cambio del tiempo que sus trabajadores dedican al cliente. Aunque es habitual que el sexo telefónico tenga como destinatario otra persona, en este caso el empleado, también existen teléfonos con grabaciones, bien de narraciones de relatos eróticos o bien de parejas que mantenien relaciones sexuales.[cita requerida]

### El trabajador y la empresa
Un operador de línea erótica es un trabajador sexual y un actor erótico. Entre los atributos más preciados en un profesional del sexo telefónico se encuentran la voz, la capacidad de actuación y la soltura a la hora de interpretar diferentes papeles eróticos o sexuales, así como la experiencia. Aparte de un pequeño ramo dedicado a clientes gay, los trabajadores son mujeres y los clientes varones.[cita requerida]
Aunque algunas, y algunas veces, participan plenamente en el erotismo de la llamada, mastúrbandose o haciendo otros actos sexuales (uso de consoladores, por ejemplo), la mayoría de las trabajadoras no se masturban mientras trabajan, sino que simulan estar haciéndolo o interpretan distintos papeles en función de lo que el cliente pida. En ocasiones, estas peticiones se mueven por temas tabú, poco aceptados o repudiados por la sociedad, sobre todo cuando la trabajadora finge ser una niña o madre de una o varias de ellas. (Según algunas investigaciones cuando el cliente puede fantasear acerca de estos actos socialmente prohibidos, masturbándose hasta el orgasmo, es menos probable que cometa dichos abusos en la vida real.) En la actualidad (2016), el tema tiene que confiarse a los límites de la empresa externa -- un banco, por ejemplo -- que procese el cargo de la llamada. En general no permiten llamadas obscenas, en cuyo caso la llamada se disfraza de servicio de consejería. Pero varían bastante los límites, según las leyes del país del banco (en su enorme mayoría, norteamericanos). Con el bitcoin, no completamente desarrollado, se puede pagar cualquier cargo, legal o no. Antes (los años 1980-2005), se usaban de números de teléfono de tarificación adicional, conocidos en España por llevar prefijos 803/807, y en Estados Unidos por el prefijo 900 y otros, pero esta modalidad agoniza.[cita requerida]
El principal propósito del sexo comercial telefónico es el de proporcionar una ayuda a la masturbación del cliente, si bien en ocasiones su función va más allá y actúa como válvula de escape del cliente, que desea confesar sus sentimientos o sus inquietudes íntimas a una persona anónima y neutral. Dado que la inmensa mayoría de usuarios de este tipo de servicio suele ser de sexo masculino, gran parte de los trabajadores son, en consonancia, mujeres.[cita requerida]
Algunas empresas cuentan con call centers, aunque otras simplemente redirigen las llamadas al móvil de sus empleados. Tradicionalmente, el teléfono lo contestaba una recepcionista, quien recibe el pago y conecta al cliente con una trabajadora, de forma aleatoria o con una escogida según los deseos del cliente. Con el Internet y la aparición de plataformas como Niteflirt, las trabajadoras describen los servicios ofrecidos en una página web, y el cliente escoge a la que le guste de un menú. El servicio entonces hace y conecta dos llamadas, una a la trabajadora y otra al cliente.[cita requerida]

### Controversia
Las líneas eróticas se han visto envueltas siempre en una amplia controversia, debido a la facilidad con la que cualquier usuario podría hacer uso de ellas, sin importar su edad. Por otro lado, su elevado coste las hace en ocasiones partícipes de estafas telefónicas. En Argentina, se decretó el bloqueo de este tipo de líneas, teniendo que pedir expresamente el titular de la línea la activación de las mismas, en respuesta a las quejas de los usuarios. También en Inglaterra se ha intentado frenar la expansión de las líneas eróticas, y en Portugal, por su parte, hubo que poner veto a la ingente publicidad de estas líneas. En México, había tantas llamadas a números en los Estados Unidos que fueron bloqueados por la compañía telefónica (Teléfonos de México).[cita requerida]
En España, las líneas eróticas surgieron a partir de 1992, lo cual supuso una desagradable sorpresa en las facturas de muchos hogares españoles. Aunque en el 2003 se reformó el sistema y se cambiaron los prefijos para intentar adecuar los distintos servicios, hasta el 2004 no cambió la normativa y se pasó a bloquear por defecto los servicios más caros relativos a tarificación adicional (entre ellos, los dedicados al sector de líneas eróticas), requiriendo de una activación expresa por parte del cliente.
En los Estados Unidos, el sistema de pago en las líneas eróticas abandonó hace algunos años los números de tarificación adicional, precisamente para evitar los problemas de fraudes y el fácil acceso de los menores a los servicios. En su lugar, el pago se realiza a través de tarjeta de crédito.[cita requerida]

## Cultura popular
- En el escándalo Lewinsky, se conoció que se había producido un intercambio de mensajes y llamadas de contenido erótico desde la Casa Blanca.[7]
- En enero de 2008, un usuario robó una cuenta de MySpace a una usuaria y la chantajeó obligándola a realizar sexo telefónico.[8]
- El sexo telefónico aparece explícitamente en algunas letras de canciones, tales como "Amor por Teléfono" de Wisin & Yandel y "Sin Pijama" de Becky G y Natti Natasha.
- Distintos géneros de películas han tratado el tema del sexo telefónico, entre ellas:

- - Party Line, 1988
  - Out of the Dark, 1989
  - Girl 6, 1996
  - American Pie 2, 2001
  - Punch-Drunk Love, 2002
  - Her, 2013